# Bill Cunningham
William J. "Bill" Cunningham Jr. (13 tháng 3 năm 1929 – 25 tháng 6 năm 2016) là một nhiếp ảnh gia thời trang cho tờ The New York Times, nổi tiếng vì những tác phẩm chân thật và mang tính đường phố.

## Thời thơ ấu và giáo dục
William John Cunningham Jr. sinh trưởng trong một gia đình Công giáo người Ireland tại Boston. Ông vẫn giữ nguyên chất giọng người Boston. Ông có hai người em gái và một anh trai. Bố mẹ ông là người sùng đạo và trừng phạt bằng nhục hình. Ông lần đầu tiếp cận đến thế giới thời trang như một người mẫu ảnh cho chi nhánh Bonwit Teller ở Boston. Ông sau này chia sẻ: "Tôi chưa bao giờ tập trung vào nhà thờ mỗi Chủ nhật mà mải mê đến mũ của phụ nữ."
Sau một thời gian tham dự Đại học Harvard, ông tạm dừng vào năm 1948 và dời đến thành phố New York năm 19 tuổi, khi ông trở lại làm bộ phận quảng cáo cho hãng Bonwit Teller. Không lâu sau, ông nghỉ việc và tạo dựng sự nghiệp làm mũ dưới cái tên "William J." Công việc này bị đình trệ khi ông phải đi nghĩa vụ tại Pháp trong cuộc Chiến tranh Triều Tiên, nơi ông bắt đầu tập trung vào thời trang Pháp.
Ông trở về New York năm 1953 và tiếp tục công việc làm mũ. Năm 1958, một nhà báo của New York Times viết rằng ông thực hiện "một vài trong số những chiếc mũ cocktail trang nhã nhất từng thấy." Ông cũng làm việc cho Chez Ninon, một tiệm thời trang cao cấp với những nhãn hiệu của Chanel, Givenchy và Dior. Khách hàng của ông vào những năm 1950 bao gồm Marilyn Monroe, Katharine Hepburn và Đệ nhất phu nhân tương lai Jacqueline Bouvier. Được khách hàng ủng hộ, ông bắt đầu viết bài cho báo Women's Wear Daily và sau đó là Chicago Tribune. Ông đóng cửa tiệm bán mũ năm 1962. Sau vụ ám sát Tổng thống Kennedy năm 1963, Jacqueline Kennedy gửi cho Cunningham một bộ y phục Balenciaga màu đỏ mà bà mua lại từ Chez Ninon. Ông nhuộm bộ quần áo thành màu đen và bà mặc chúng đến buổi tang lễ.

## Sự nghiệp
Trong những năm viết báo, ông có những đóng góp đáng kể về báo chí thời trang, giới thiệu Azzedine Alaïa và Jean Paul Gaultier đến khán giả Hoa Kỳ. Lúc cộng tác ở Women's Wear Daily và Tribune, ông có cơ hội chụp ảnh nữ diễn viên Greta Garbo và xuất bản một loạt những tấm ảnh ngẫu hứng trên tờ Times vào tháng 12 năm 1978, mà sau đó trở thành mục báo định kỳ mang tên On the Street. Biên tập viên của ông, Arthur Gelb gọi những bức ảnh này là "một bước ngoặt của Times, vì đây là lần đầu tiên tờ báo này đăng ảnh của người nổi tiếng mà không cần xin phép." Ông thường cười đùa về vị trí của mình trong tòa soạn: "Tôi chỉ là bề ngoài. Tôi lấp đầy chỗ trống giữa những mục quảng cáo, nếu có." Ông là người tiên phong trong việc đưa cộng đồng người đồng tính lên trang bìa của tờ báo, với tấm ảnh sự kiện quyên góp Fire Island Pines năm 1979, để người đọc tự giải thích hình ảnh mà không cần chú thích. Đến thập niên 1990, ông lồng ghép các chủ đề về AIDS, những buổi tuần hành của người đồng tính và Wigstock lên trang bìa.

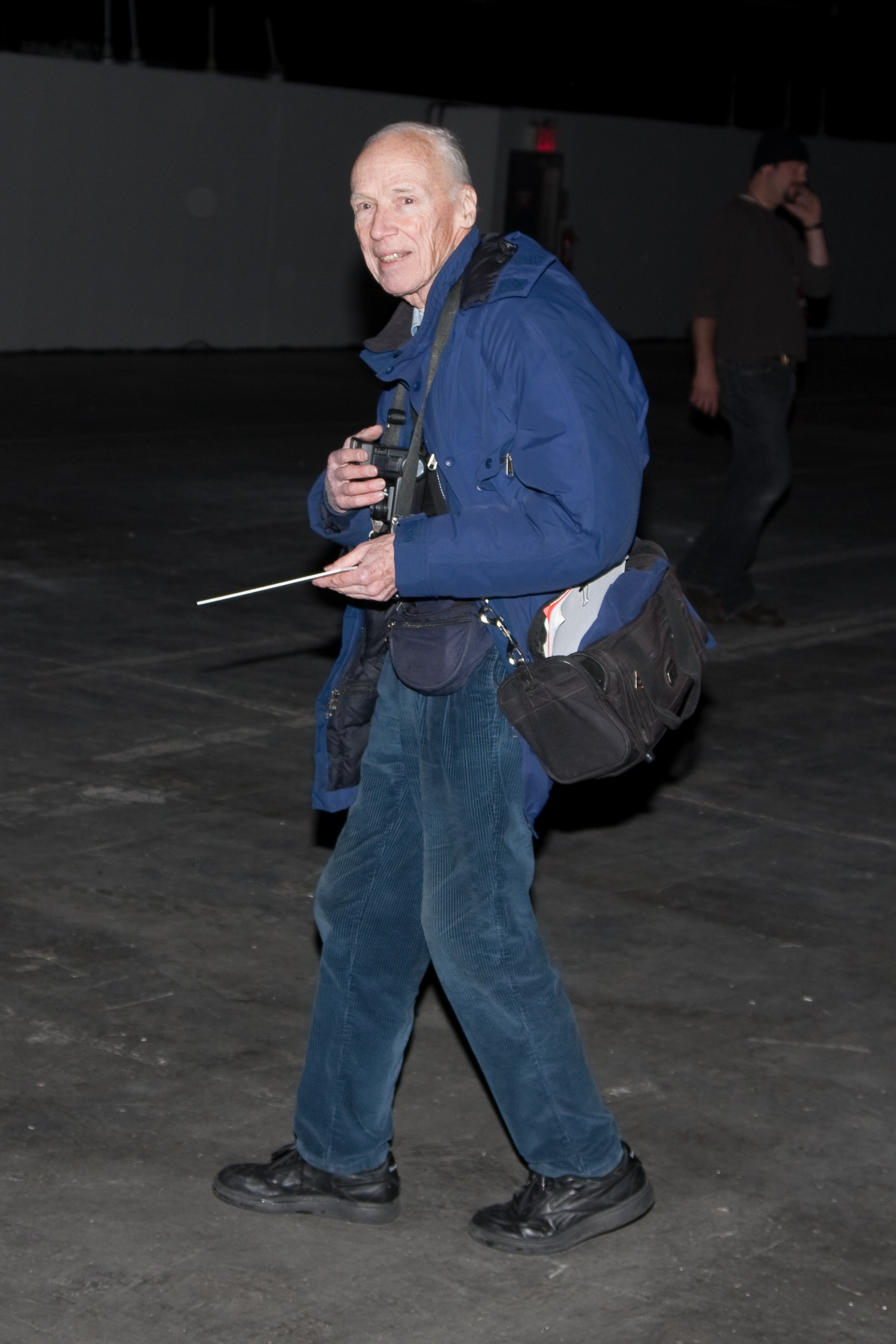
Cunningham năm 2010

Những chuyên mục nổi bật của Cunningham trên tờ Times — On the Street và Evening Hours —  kéo dài từ ngày 26 tháng 2 năm 1989 đến trước lúc ông qua đời không lâu vào năm 2016. Với On the Street, Cunningham chụp ảnh người và cảnh sang đường tại Manhattan mỗi ngày, chủ yếu ở góc đường Fifth Avenue và Đường số 57. Ông tập trung vào cách phối quần áo thể hiện phong cách cá nhân của họ. Ông viết những bài phê bình thời trang và xuất bản ảnh trên tạp chí Details, bắt đầu bằng 6 trang trong ấn phẩm đầu tiên vào tháng 3 năm 1985 và đôi khi kéo dài đến 40 trang. Ông là người đồng sở hữu của tờ tạp chí này trong một thời gian ngắn. Tại đó, ông biên soạn một bài viết cho thấy sự tương đồng giữa tác phẩm của Isaac Mizrahi và những thiết kế ban đầu của Geoffrey Beene, khiến Mizrahi cảm thấy "vô cùng thiếu công bằng và độc đoán". Trong bất kỳ bài bình luận nào của tờ Details năm 1989, ông là người đầu tiên dùng cụm từ "deconstructionism" ("Giải kiến tạo") đến thời trang. Dù thường xuyên đóng góp đến New York Times từ những năm 1970, ông chỉ mới trở thành nhân viên của tòa soạn này vào năm 1994, khi quyết định cần bảo hiểm y tế sau một tai nạn lúc đạp xe. Hầu hết những tấm ảnh mà ông chụp chưa bao giờ được bán hay công bố. Sau khi bị gãy xương bánh chè trong một tai nạn năm 2015, ông đến dự buổi gala Mostly Mozart Festival cùng một chiếc gậy.
Triết lý độc lập của ông là: "Bạn thấy đấy, nếu không nhận tiền thì họ không thể bảo bạn phải làm gì." Ông đôi khi phát biểu rằng: "Tiền bạc là thứ rẻ mạt nhất. Quyền tự do mới là điều đáng trân trọng." Ông từ chối mọi quà tặng của người chụp, thậm chí là lời mời thức ăn tại tiệc gala. Ông không chụp ảnh như paparazzi mà yêu thích phong cách hơn là người nổi tiếng. Ông từng giải thích lý do không tham gia một nhóm nhiếp ảnh gia xung quanh Catherine Deneuve: "Nhưng cô ta chẳng mặc thứ gì đáng thú vị cả." Nhà thiết kế Oscar de la Renta phát biểu "Hơn bất kỳ ai trong thành phố này, ông có cái nhìn lịch sử từ 40 hoặc 50 năm trở lại đây tại New York. Đó là phạm vi hoàn chỉnh về thời trang của lối sống New York." Ông xây dựng sự nghiệp bằng những tấm hình bình dị về con người, xã hội và cá tính thời trang hàng ngày, nhiều bức trong số đó đã tạo dựng nên tên tuổi của ông. Theo David Rockefeller, Brooke Astor đã mời Cunningham, thành viên duy nhất từ cánh truyền thông, đến dự tiệc sinh nhật lần thứ 100 của mình. Ông giữ nguyên hình tượng đặc biệt, mặc một bộ đồng phục cá nhân bao gồm giày thể thao màu đen và một chiếc áo khoác công nhân màu xanh. Phụ kiện duy nhất của ông là chiếc máy ảnh. Ông du lịch khắp Manhattan bằng xe đạp.
Trong 8 năm, kể từ năm 1968, Cunningham lập nên một bộ sưu tập thời trang vintage và Editta Sherman trước những tòa nhà lớn ở Manhattan. Dự án này thu thập 500 bộ trang phục và 1.800 địa điểm. Năm 1978, ông xuất bản Facades, gồm 128 bức ảnh từ tuyển tập này. Năm 2014, một bộ sưu tập của ông mang tên "Bill Cunningham: Facades" trưng bày ở Bảo tàng Lịch sử xã hội New York. Một phần của bộ sưu tập này được xuất hiện tại Viện Công nghệ thời trang, dưới tựa đề Facades Project vào năm 1977.

## Qua đời
Cunningham qua đời tại thành phố New York ngày 25 tháng 6 năm 2016, sau khi nhập viện bởi một cơn đột quỵ. Ông hưởng thọ 87 tuổi. Thông tin về cái chết của ông được truyền đi khắp giới truyền thông.
Sau khi qua đời, cửa hiệu Bergdorf Goodman trưng bày để tưởng nhớ đến ông. Hàng nghìn người ký tên vào một chiến dịch online để đổi tên góc đường 5th Avenue và 57th Street thành "Bill Cunningham Corner".

## Vinh danh
Năm 2008, Bộ Văn hóa Pháp trao tặng ông huân chương Officier de l'ordre des Arts et des Lettres. Năm 2009, ông được vinh danh là một cột mốc vĩ đại bởi New York Landmarks Conservancy. Năm 2012, ông nhận Huân chương Carnegie Hall.
Năm 2010, nhà làm phim Richard Press và Philip Gefter của The Times sản xuất Bill Cunningham New York, một bộ phim tài liệu về Cunningham. Bộ phim phát hành ngày 16 tháng 3 năm 2011, cho thấy Cunningham du lịch khắp Manhattan bằng xe đạp và sống trong một căn hộ tại tòa nhà Carnegie Hall. Căn hộ không có tủ đồ, phòng bếp hay phòng tắm riêng, mà chỉ chứa tủ hồ sơ và hộp đựng những bức ảnh của ông. Bộ phim cũng phân tích triết lý của ông về thời trang, nghệ thuật và nhiếp ảnh, cũng như sự tương tác đến chủ thể khi chụp ảnh. Cunningham xuất hiện trong The Culture Show của đài BBC Two vào tháng 3 năm 2012.